# Mark (Illinois)
Mark – wieś w Stanach Zjednoczonych, w stanie Illinois, w hrabstwie Putnam.